# Nikołaj Ignatjew

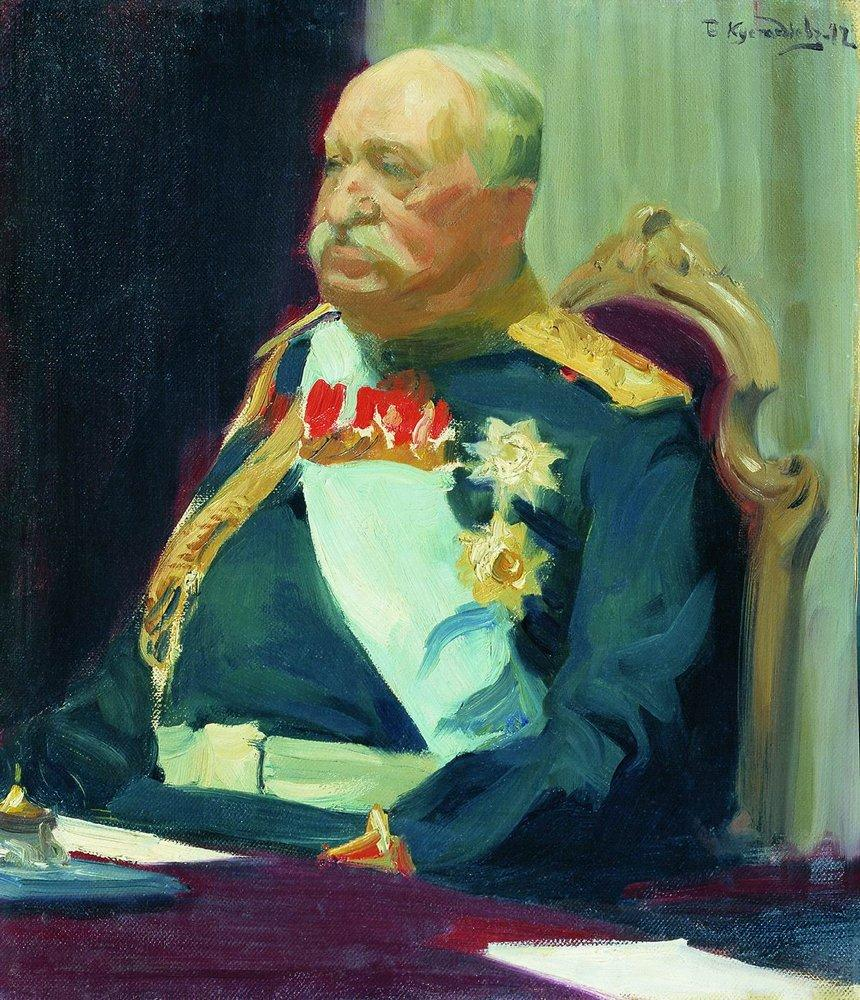
Nikołaj Ignatjew, mal. Borys Kustodiew, Galeria Tretiakowska, Moskwa

Nikołaj Pawłowicz Ignatjew, ros. Николай Павлович Игнатьев (ur. 17 stycznia?/29 stycznia 1832 w Petersburgu, zm. 20 czerwca?/3 lipca 1908) k majątku Krupoderyńce – rosyjski hrabia, polityk, dyplomata, rzecznik panslawizmu.

## Życiorys
Był synem generała Pawła Ignatjewa. Uczył się w elitarnym Korpusie Paziów i Akademii Sztabu Generalnego. Od 1849 odbywał służbę w Pułku Huzarów w Lejbgwardii. W 1856 zaangażował się w karierę wywiadowczą i dyplomatyczną. W 1860 z wielkim sukcesem pełnił funkcję negocjatora traktatu pekińskiego, w którym Chiny przystały na aneksję rosyjskie w Kraju Ussuryjskim, w tym z Władywostokiem. Od 1864 do 1877 ambasador w Konstantynopolu (stolica Turcji – ob. Stambuł), propagował na tym stanowisku powiększenie protekcji Rosji na wszystkich Słowian mieszkających na Bałkanach. Zyskał przydomek „Ojca Kłamstw”. Jego aspiracje polityczne zostały wcielone w życie na początku 1878, gdy zmusił Turcję do przyjęcia traktatu z San Stefano po odniesieniu nad nią przez Rosjan zwycięstwa militarnego. Układ przewidywał – niezależnie od bezpośrednich nabytków utworzenie autonomicznej Wielkiej Bułgarii. Zwycięstwo idei panslawistycznych okazało się krótkie podobnie jak istnienie Wielkiej Bułgarii – naciski mocarstw zachodnich, których reprezentanci zgromadzili się w czerwcu i lipcu 1878, doprowadziły do rewizji traktatu z San Stefano i zastąpienia go traktatem berlińskim. Przewidywał on jedynie stworzenie niewielkiej Bułgarii, która zachowywała stosunek lenny wobec tureckiego sułtana.
W 1881 na tron wstąpił Aleksander III Romanow, którego poprzednik i ojciec Aleksander II zginął w zamachu bombowym Woli Ludu. Po objęciu przezeń władzy Ignatiew został ministrem spraw wewnętrznych. Stosując metody represyjne miał za zadanie zlikwidować organizację rewolucyjną odpowiedzialną za zamach na cara. Jako równoczesny zwolennik umiarkowanych reform spotkał się z krytyką ze strony Konstantina Pobiedonoscewa. W 1882 został zdymisjonowany. 
Na jego nagrobku wyryto poza imieniem i nazwiskiem dwie nazwy: „Pekin” i „San Stefano”.